# Jacqueline Lawrencová
Jacqueline „Jacqui“ Lawrencová (* 25. dubna 1982 Cooma, Nový Jižní Wales) je australská vodní slalomářka, kajakářka závodící v kategorii K1.
Startovala na Letních olympijských hrách 2008 v Pekingu, kde vybojovala stříbrnou medaili.
Její sestra Katrina je rovněž kajakářkou.